# Thạnh Tân, thành phố Tây Ninh
Thạnh Tân là một xã thuộc thành phố Tây Ninh, tỉnh Tây Ninh, Việt Nam.

## Địa lý
Xã Thạnh Tân nằm ở phía bắc thành phố Tây Ninh cách trung tâm thành phố khoảng 15 km, có vị trí địa lý:
- Phía đông giáp huyện Dương Minh Châu
- Phía tây giáp huyện Tân Biên
- Phía nam giáp phường Ninh Sơn và xã Tân Bình
- Phía bắc giáp huyện Tân Châu.

Xã Thạnh Tân có diện tích 38,86 km², dân số năm 2022 là 14.181 người, mật độ dân số đạt 364 người/km².

## Hành chính
Xã Thạnh Tân được chia thành 4 ấp: Thạnh Đông, Thạnh Hiệp, Thạnh Lợi, Thạnh Trung.

## Lịch sử
Năm 1975, xã Thạnh Tân được gọi là ấp Thạnh Tân.
Năm 1976, thành lập xã Thạnh Tân thuộc huyện Hòa Thành trên cơ sở 5 ấp: Thạnh Trung, Thạnh Đông, Thạnh Lợi, Thạnh Hòa, Thạnh Hiệp.
Tháng 4 năm 1994, Ban Tổ chức Chính phủ ban hành Quyết định về việc: 
- Sáp nhập ấp Thạnh Hòa và tổ số 5 thuộc ấp Thạnh Lợi thuộc xã Thạnh Tân vào xã Tân Hưng thuộc huyện Tân Châu.
- Sáp nhập một phần của ấp Thạnh Hiệp thuộc xã Thạnh Tân vào xã Trà Vong và xã Mỏ Công thuộc huyện Tân Biên.

Ngày 10 tháng 8 năm 2001, Chính phủ ban hành Nghị định số 46/2001/NĐ-CP về việc sáp nhập xã Thạnh Tân thuộc huyện Hòa Thành vào thị xã Tây Ninh quản lý.
Ngày 29 tháng 12 năm 2013, Chính phủ ban hành Nghị quyết số 135/NQ-CP về việc thành lập thành phố Tây Ninh thuộc tỉnh Tây Ninh. Xã Thạnh Tân trực thuộc thành phố Tây Ninh.